# Abu-Yahya al-Qazwiní

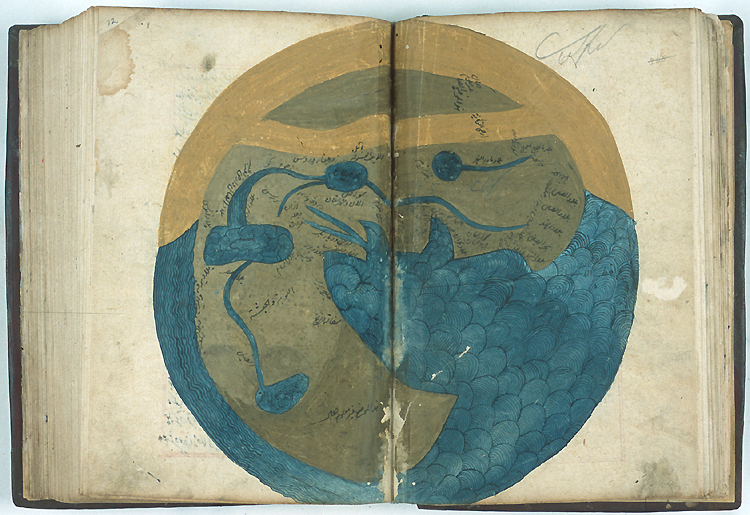
Mapa de la seva "Cosmografia", en un manuscrit del

Abu-Yahya Zakariyyà ibn Muhàmmad ibn Mahmud al-Qazwiní, més conegut senzillament com al-Qazwiní (Qazvín (Pèrsia), 1203 - 1283) fou un notable cosmògraf i geògraf àrab.
Va viure a Bagdad i Damasc i va visitar Sinjar i Janaba, a Pèrsia. Fou cadi de Wasit i d'al-Hilla sota el darrer califa de Bagdad al-Mústassim (1240-1258) i per aquest temps hauria viscut a Kufa; l'historiador i polític Alà-ad-Din Juwayní, mort el 1283, el va protegir. Fou el cosmògraf àrab més important i a la vegada fou astrònom, geògraf, geòleg, mineralogista, botànic, zoòleg i etnògraf, tot i que de fet es va limitar a compilar i difondre sense aportar cap fet nou o teoria nova. Va escriure dues grans obres, una cosmogràfica i una geogràfica: 
- Ajàïb al-makhlukat wa-gharàïb al mawjudat, Meravelles de les coses creades i fets miraculosos de les coses existents, dedicada als fenòmens celestes, la lluna, el sol, les estrelles, els àngels, el calendari, els meteors, les mars, els rius, els terratrèmols i els tres regnes de la natura, l'animal, el vegetal i el mineral.
- Athar al-bilad wa-akhbar al-ibad, Monuments dels països i història dels seus habitants, sobre geografia.